# Румунски рат за независност
Румунски рат за независност је био је рат између Румуније и Османског царства који се водио између 1877. и 1878. у којем је Румунија добила међународно признату независност.